# Elmira Antonyan

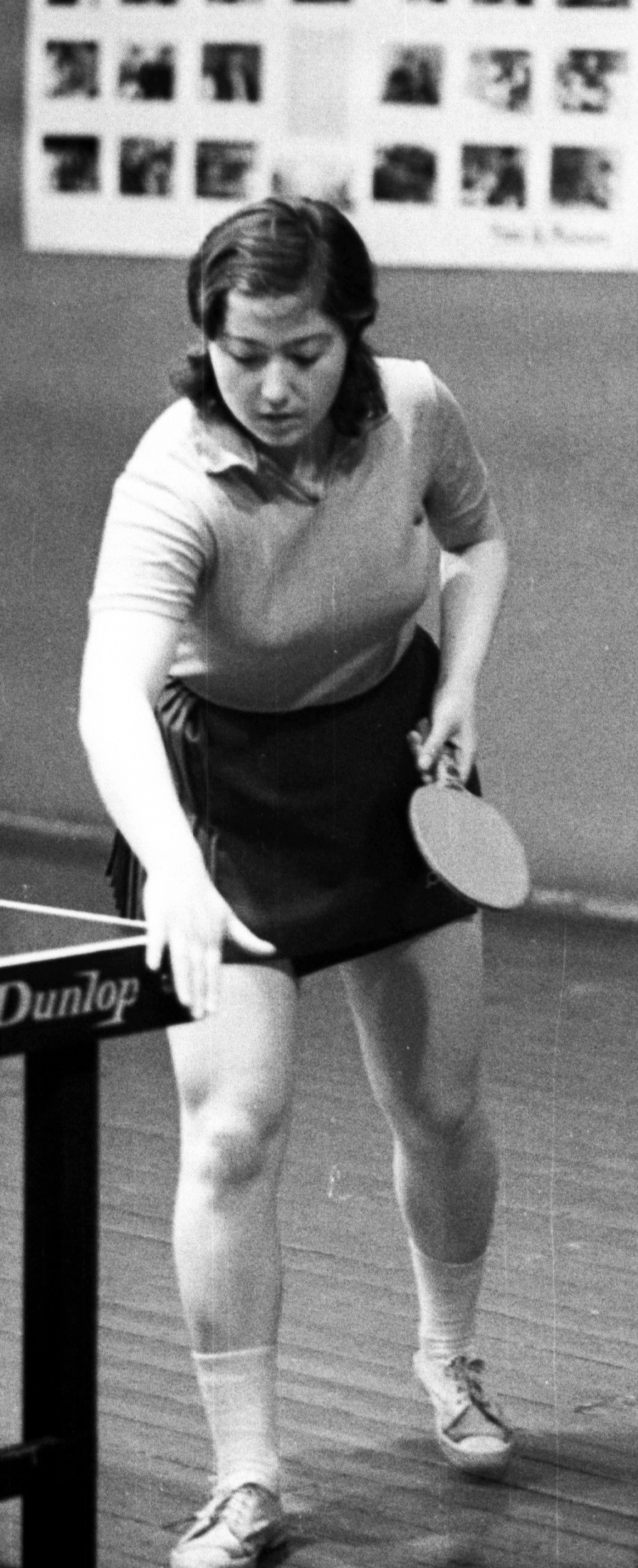
Elmira Antonyan 1973

Elmira Korjunowna Antonyan (russisch Эльмира Корюновна Антонян; armenisch Էլմիրա Անտոնյան; * 28. Juni 1955 in Jerewan, Armenische SSR, UdSSR) ist eine ehemalige armenische Tischtennisspielerin, die in den 1970er Jahren zur Weltspitze gehörte. Sie wurde zweimal Europameisterin mit der sowjetischen Mannschaft sowie Seniorenweltmeisterin im Einzel.
Der Nachname wird oft auch Antonjan oder Antonian geschrieben, als Vorname findet sich bisweilen Elwira (russisch Эльвира).

## Jugend
Antonyan startete für Dinamo Jerewan. Von 1969 bis 1974 wurde sie sechs Mal für die Jugend-Europameisterschaft nominiert. Dabei holte sie zehn Goldmedaillen: 1969 im Einzel, 1971 und 1972 im Mixed mit Anatoli Strokatow, 1974 im Einzel, Doppel mit Tatjana Ferdman und Mixed mit Bagrat Burnazjan sowie von 1971 bis 1974 vier Mal in Folge mit dem russischen Jugendteam. Mit Tatjana Ferdman erreichte sie 1973 das Doppelendspiel.

## Erwachsene
Bei den Erwachsenen gewann Antonyan 1976 die UdSSR-Meisterschaft im Einzel, Doppel mit Tatjana Ferdman und im Mixed mit Sarkis Sarchajan. Sie nahm an den Europameisterschaften 1974 und 1976 teil. Beide Male wurde sie mit der russischen Damenmannschaft Europameisterin.
Vier Mal wurde sie für die Teilnahme an Weltmeisterschaften nominiert, nämlich 1971, 1973, 1975 und 1977. Ihr größter Erfolg war der Gewinn der Silbermedaille im Mixed mit Sarkis Sarchajan 1975. Bei dieser WM kam sie im Doppel mit Tatjana Ferdman ins Halbfinale.
Ihr bestes Resultat bei einem Europäischen Ranglistenturnier TOP-12 erzielte sie 1976 mit Platz vier. In der UdSSR-Rangliste belegte sie Ende 1976 Platz eins, in der ITTF-Weltrangliste war sie Mitte 1975 Neunte.
2022 wurde sie Schweizer Meisterin der Elite mit 66 Jahren.

## Internationale Seniorenturniere
Auf internationalen Seniorenturnieren erzielte Antonyan mehrere Erfolge:
- 1996 Weltmeisterschaft Ü40: Gold im Einzel
- 1997 Europameisterschaft Ü40: Platz zwei im Einzel
- 1998 Weltmeisterschaft Ü40: Gold im Doppel mit Jutta Trapp
- 2005 Europameisterschaft Ü50: Gold im Doppel mit Theresia Földy
- 2006 Weltmeisterschaft Ü50: Gold im Doppel mit Jutta Trapp

## Trainerin
Nach dem Ende ihrer Karriere arbeitete als Trainerin oder auch als Spielertrainerin. Von 1969 bis 1977 betreute sie den sowjetischen Nationalkader. Die armenische Frauen-Nationalmannschaft trainierte sie von 1983 bis 1993. 1996 übersiedelte sie nach Italien, wo sie bis 2003 beim TT Recoaro/Agostini Bozen (Serie A-2) als Spielertrainerin wirkte.
2003 übersiedelte sie in die Schweiz und schloss sich dem Verein TTC Wetzikon an. Hier spielte sie in der Herrenmannschaft. Gleichzeitig verstärkte sie Damenmannschaften anderer Vereine, etwa 2006 Young Stars Zürich 1 in der Nationalliga A und ab 2010 Uster in der Nationalliga B. 2004 trainierte sie den TTC Bassersdorf.

## Privat
Elmira Antonyan wurde der Titel Meister des Sports der internationalen Klasse verliehen. Sie ist verheiratet mit dem Schweizer Artur Brunner und hat eine jüngere Schwester namens Narine, die auch international erfolgreich war.

## Turnierergebnisse
| Verband | Turnier                               | Jahr | Ort         | Land | Einzel        | Doppel        | Mixed         | Team |
| ------- | ------------------------------------- | ---- | ----------- | ---- | ------------- | ------------- | ------------- | ---- |
| URS     | Europameisterschaft                   | 1976 | Prag        | TCH  | Viertelfinale | Viertelfinale | Viertelfinale | 1    |
| URS     | Europameisterschaft                   | 1974 | Novi Sad    | YUG  | Viertelfinale |               | Viertelfinale | 1    |
| URS     | Jugend-Europameisterschaft (Kadetten) | 1971 | Ostende     | BEL  | Silber        |               |               | 1    |
| URS     | Jugend-Europameisterschaft (Kadetten) | 1969 | Obertraun   | AUT  | Gold          |               |               |      |
| URS     | Jugend-Europameisterschaft (Junioren) | 1974 | Goppingen   | FRG  | Gold          | Gold          | Gold          | 1    |
| URS     | Jugend-Europameisterschaft (Junioren) | 1973 | Piraeus     | GRE  | Halbfinale    | Silber        |               | 1    |
| URS     | Jugend-Europameisterschaft (Junioren) | 1972 | Vejle       | DEN  | Halbfinale    |               | Gold          | 1    |
| URS     | Jugend-Europameisterschaft (Junioren) | 1971 | Ostende     | BEL  |               | Silber        | Gold          |      |
| URS     | EURO-TOP12                            | 1976 | Lübeck      | FRG  | 4             |               |               |      |
| URS     | EURO-TOP12                            | 1975 | Wien        | AUT  | 5             |               |               |      |
| URS     | EURO-TOP12                            | 1974 | Trollhatten | SWE  | 8             |               |               |      |
| URS     | Weltmeisterschaft                     | 1977 | Birmingham  | ENG  | letzte 32     | Viertelfinale | Viertelfinale | 6    |
| URS     | Weltmeisterschaft                     | 1975 | Calcutta    | IND  | letzte 16     | Halbfinale    | Silber        | 6    |
| URS     | Weltmeisterschaft                     | 1973 | Sarajevo    | YUG  | Viertelfinale | letzte 16     | letzte 64     | 5    |
| URS     | Weltmeisterschaft                     | 1971 | Nagoya      | JPN  | letzte 16     | letzte 32     | Scratched     | 5    |